# Lars-Erik Larsson (professor)
Lars-Erik Larsson, född 19 augusti 1924, död 8 februari 2008, var professor i klinisk neurofysiologi på Hälsouniversitetet i Linköping.
Larsson disputerade 1960 vid Karolinska Institutet.
Han är författare till flera svenskspråkiga läroböcker i neurofysiologi.